# Giornata Rosa di Nove
El Giornata Rosa di Nove va ser una cursa ciclista femenina italiana, d'un sol dia, que es disputava anualment a Nove, a la província de Vicenza. Es va organitzar de 2007 a 2011..

## Palmarès
| Any  | Vencedora            | Segona           | Tercera           |
| ---- | -------------------- | ---------------- | ----------------- |
| 2007 | Luisa Tamanini       | Giorgia Bronzini | Julia Martisova   |
| 2008 | Diana Žiliūtė        | Eva Lechner      | Martina Corazza   |
| 2009 | Noemi Cantele        | Julia Martisova  | Edita Pučinskaitė |
| 2010 | Noemi Cantele        | Edyta Jasinska   | Tatiana Guderzo   |
| 2011 | Valentina Scandolara | Elena Cecchini   | Rasa Leleivytė    |